# 格热戈日·拉托
格热戈日·博莱斯瓦夫·拉托（波蘭語：Grzegorz Bolesław Lato，1950年4月8日—）出生于马尔堡，是波兰的一名退役的足球运动员、足球领队，主踢進攻中場或側翼。他主要為人所知的是他在國家隊的出色成績（1972奧運金牌、1976奧運銀牌和1974/1982兩面世界杯銅牌），並在1974年世界杯期间以7球的成績赢得金靴奖並入選賽事最佳陣容，他至今仍是唯一一個贏得世界杯金靴獎的波蘭選手，世界杯累計10球也是目前的波蘭國家隊隊史紀錄。
拉托作為民主左派聯盟的成員，在2001年至2005年期間擔任熱舒夫地區的波蘭參議員。
2008年10月30日，他當選為波蘭足球協會，他負責監督由波蘭共同主辦的2012年欧洲足球锦标赛。2012年10月26日，他的職位由日比格涅夫·接任。他是梅萊茨市立體育場的贊助人。

## 國際生涯
拉托代表波蘭國家足球隊效力了13年，橫跨70年代和80年代，總共獲得100次國家隊出場機會。他在傳奇波蘭教練卡齊米日·戈爾斯基的帶領下，在1972年歐洲錦標賽的一場對西德的資格賽中首次代表國家隊出場，那場比賽以1-3告負。他能夠將其在國內聯賽中的高效射門能力帶到國際舞台，在那裡他因出色的射門能力而聞名，尤其是在重要比賽中。

### 世界盃

#### 1974年世界盃

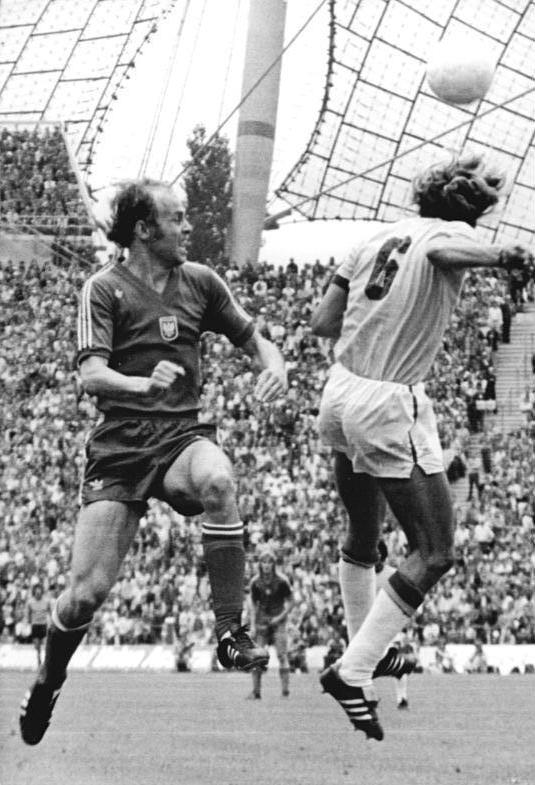
拉托（左）在1974年世界盃對陣巴西的比賽中

拉托職業生涯的巔峰是在西德舉行的1974年世界盃。波蘭在第一輪被分在第四組，與阿根廷、意大利以及海地同組。在波蘭對陣阿根廷的首場比賽中，拉托攻入2球，幫助波蘭取得歷史性的3-2勝利。受此鼓舞波蘭在下一場比賽中以7-0大勝海地，拉托再添2球。最後波蘭以2-1擊敗意大利，以不敗戰績成為第4組的小組冠軍。
在第二輪中，波蘭被分入B組，與西德、瑞典和南斯拉夫同組。拉托繼續保持出色的狀態。波蘭以1-0擊敗瑞典，並以2-1戰勝南斯拉夫，拉托在這兩場比賽中都貢獻了制勝進球。波蘭小組賽的最後一場比賽是對陣西德。德國人也擊敗了瑞典和南斯拉夫，使兩隊積分相同。因此這場比賽將決定誰能獲得B組勝方將進入決賽，敗者將參加三四名決賽。波蘭經常對西德作出威脅射門球，然而拉托未能進球，波蘭以1-0失利——這是他們在整個賽事中唯一的敗仗。
波蘭在本屆賽事的最後一場比賽是與衛冕冠軍巴西的三四名決賽。在一場緊張的比賽中，拉托再次成為了關鍵，攻入唯一一球，帶領波蘭國家隊獲得銅牌。他以7個進球結束了本屆賽事，成為最佳射手。

#### 1978年世界盃
拉托可以說是1974年世界盃波蘭隊的最佳球員，然而到了在阿根廷舉行的1978年賽事，他無法重現之前的出色表現。在第一輪中波蘭被分在第2組，與西德、墨西哥和突尼斯同組。波蘭表現良好與西德0-0平局，以及分別以1-0和3-1戰勝突尼斯和墨西哥，贏得了小組第一。拉托只能攻入一球，儘管那是對陣突尼斯的制勝進球。
在第二輪中波蘭處於「死亡之組」，對手是阿根廷和巴西（兩支賽事奪冠熱門）以及秘魯。拉托無法重現四年前的狀態，只對巴西攻入一球。波蘭最終獲得第三名，分別以0-2和1-3不敵東道主阿根廷和巴西。波蘭成功以1-0擊敗秘魯，但這不足以確保在B組獲得第二名被淘汰出局。在波蘭的全部6場比賽中，拉托結束本屆賽事只攻入2球。

#### 1982年世界盃
當波蘭晉級1982年西班牙世界盃時，拉托已經32歲。年齡開始影響他的表現，他失去了早期職業生涯中那種令人驚嘆的速度。拉托仍然是一線隊的球員，但在波蘭在本屆賽事的7場比賽中，他僅在第一輪波蘭5-1大勝秘魯的比賽中攻入一球。然而一批新一代的波蘭優秀球員崛起，其中最主要的是日比格涅夫·——他對陣比利時上演了帽子戲法——能夠填補這一空缺。儘管缺乏進球，拉托仍然為團隊配合做出貢獻並發揮了重要作用。最終波蘭進入了與法國的三四名決賽。他們最終以3-2獲勝，拉托又為自己添加了一枚世界盃銅牌。

### 奧運會
拉托在兩屆夏季奧運會足球比賽中獲得獎牌：在1972年夏季奧運會獲得金牌，以及在1976年夏季奧運會獲得銀牌。
他退役前的最後一場比賽是1984年4月17日對陣比利時的友誼賽。他在第85分鐘被換下場，波蘭以0-1輸掉了比賽。拉托總共攻入45球，是波蘭國家隊歷史上進球數第三高的球員，僅次於羅伯特·萊萬多夫斯基和沃齐米日·卢班斯基。他還保持著場均0.43球的令人印象深刻的進球紀錄。他是首位達到百場國家隊出場紀錄的波蘭球員。

## 榮譽
斯塔爾米耶茨足球俱樂部

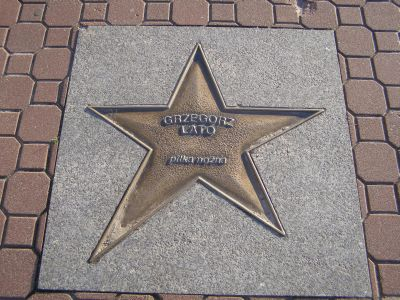
拉托的榮譽星章位於弗瓦迪斯瓦沃沃，攝於2006年

- 波蘭甲級聯賽冠軍：1972–73、1975–76[1]
- 波蘭盃亞軍：1976年

洛克倫足球俱樂部
- 比利時盃亞軍：1981年

亞特蘭特足球俱樂部
- 中北美冠軍盃冠軍：1983年[1]

波蘭國家隊
- 奧運會金牌：1972
- 奧運會銀牌：1976
- 國際足協世界盃季軍：1974、1982

個人榮譽
- FIFA世界盃金靴獎：1974年[1]
- FIFA世界盃全明星隊：1974年
- 《Piłka Nożna》波蘭足球先生：1977年、1981年[2]
- 《Sport》年度最佳球員：1974年、1977年
- 波蘭甲級聯賽 最佳射手：1972–73賽季、1974–75賽季[1]
- 世界11人：1974年、1975年[3]
- 《Sport》理想歐洲11人：1974年[4]、1975年[5]
- 波蘭足球協會世紀國家隊：1919–2019年[6]

國家榮譽
- 金質功績十字勳章：1972[7]
- 波蘭足球協會金徽章：1972[8]
- 波蘭復興勳章騎士十字：1974
- 波蘭復興勳章軍官十字：1982

## 外部連結
- 國際出場次數與進球數 （页面存档备份，存于）
- 拉托的個人資料與照片 （页面存档备份，存于）